# Malcolm I.
Malcolm I., poznat i kao Malcolm MacDonald (škot. Máel Coluim mac Domnaill) († ?, 954.), kralj Pikta i Albe (Škota) od 943. godine, član dinastije MacAlpina.
Naslijedio je krunu, nakon što se njegov rođak, kralj Konstantin II. 943. godine, povukao u samostan. Po dolasku na prijestolje, anektirao je pokrajinu Moray, a nakon što je protjerao Dance iz Yorka, engleski kralj Edmund I. Veličanstveni mu je predao Cumbriju, kao zalog savezništva i pomoći u borbi. Kada su kasnije Normani opet izvršili napad na Britansko otočje, kralj Malcolm I. je napao Engleze.
Poginuo je 954. godine tijekom pobune u Morayju, a naslijedio ga je sin Konstantina II., Indulf.

## Vanjske poveznice
- Malcolm I., kralj Škotske - Britannica Online (engl.)
- Malcolm I. - englishmonarchs.co.uk (engl.)

| Prethodnik:                  | Škotski kralj (943. - 954.) | Nasljednik:          |
| Konstantin II. (900. – 943.) | Škotski kralj (943. - 954.) | Indulf (954. – 962.) |